# Panchaia fusca
Panchaia fusca är en kräftdjursart som beskrevs av Stefano Taiti och Franco Ferrara 2004. Panchaia fusca ingår i släktet Panchaia och familjen Trachelipodidae. Inga underarter finns listade i Catalogue of Life.